# Бенедита
Бенедита (порт. Benedita) — район (фрегезия) в Португалии, входит в округ Лейрия. Является составной частью муниципалитета Алкобаса. По старому административному делению входил в провинцию Эштремадура. Входит в экономико-статистический субрегион Оэште, который входит в Центральный регион. Население составляет 8233 человека на 2001 год. Занимает площадь 29,23 км².
Покровителем района считается Дева Мария (порт. Nossa Sr.ª Encarnação).